# Endura Racing/Saison 2010
Dieser Artikel listet Erfolge und Mannschaft des Radsportteams Endura Racing in der Saison 2010 auf.

## Saison 2010

### Erfolge in den Nationalen Straßen-Radsportmeisterschaften
Bei den Rennen der jeweiligen Nationalen Straßen-Radsportmeisterschaften 2010 konnte das Team nachstehende Titel erringen.
| Datum      | Rennen                                   | Kat. | Fahrer     |
| ---------- | ---------------------------------------- | ---- | ---------- |
| 10. Januar | Neuseeländischer Meister – Straßenrennen | NC   | Jack Bauer |

### Zugänge – Abgänge
| Zugänge          | Team 2009                   | Abgänge                | Team 2010 |
| ---------------- | --------------------------- | ---------------------- | --------- |
| Alexandre Blain  | Cofidis, le Crédit en Ligne | Kevin Barclay          | Unbekannt |
| Iker Camaño      | Fuji-Servetto               | Josh James             | Unbekannt |
| Robert Hayles    | Team Halfords               | Scott McRae            | Unbekannt |
| Robert Partridge | Team Halfords               | Alistair Robinson      | Unbekannt |
| Ian Wilkinson    | Team Halfords               | David Smith            | Unbekannt |
| Jack Bauer       | Neoprofi                    | Duncan Urquhart        | Unbekannt |
| Jason Christie   | Neoprofi                    | Gary Hand (bis 31.07.) | Unbekannt |
| Alexander King   | Neoprofi                    |                        |           |
| David Lines      | Neoprofi                    |                        |           |
| James Moss       | Neoprofi                    |                        |           |
| Scott Thwaites   | Neoprofi                    |                        |           |

### Mannschaft
| Name             | Geburtstag         | Nationalität           |
| ---------------- | ------------------ | ---------------------- |
| Jack Bauer       | 7. April 1985      | Neuseeland             |
| Alexandre Blain  | 7. März 1981       | Frankreich             |
| Iker Camaño      | 14. März 1979      | Spanien                |
| Jason Christie   | 22. Dezember 1990  | Neuseeland             |
| Ross Creber      | 8. Juli 1988       | Vereinigtes Königreich |
| Robert Hayles    | 21. Januar 1973    | Vereinigtes Königreich |
| Alexander King   | 1. Juli 1991       | Vereinigtes Königreich |
| David Lines      | 1. Februar 1978    | Vereinigtes Königreich |
| James McCallum   | 27. April 1979     | Vereinigtes Königreich |
| James Moss       | 11. Februar 1985   | Vereinigtes Königreich |
| Evan Oliphant    | 8. Januar 1982     | Vereinigtes Königreich |
| Robert Partridge | 11. September 1985 | Vereinigtes Königreich |
| Scott Thwaites   | 12. Februar 1990   | Vereinigtes Königreich |
| Callum Wilkinson | 12. August 1988    | Vereinigtes Königreich |
| Ian Wilkinson    | 14. April 1979     | Vereinigtes Königreich |